# Assedio di Itami (1574)
L'assedio di Itami (伊丹の戦い?, Itami no Tatakai) del 1574 fu il primo assedio al castello di Itami.
Chikaoki era un piccolo signore della guerra della provincia di Settsu e controllava il castello di Itami. Si sottomise a Oda Nobunaga nel 1568 e sconfisse un esercito del clan Miyoshi a Katsuragawa nel 1569 per suo conto. Nel 1574 fu accusato di avere rapporti con Ashikaga Yoshiaki e il suo castello fu assediato dal clan Oda. Si arrese e fu privato delle sue terre.
Oda Nobunaga attaccò il castello scavando un tunnel sotto alle mura.
Ad Araki Murashige fu assegnato il castello.